# سنگسر نقره‌ای
نام علمی گونه: (Pomadasys argenteus (Forsskal, 1775
نام علمی مترادف: (Pomadasys hasta (Bloch,1790
نام انگلیسی: Silver grunt
نام فارسی: سنگسر نقره‌ای
اندازه: حداکثر اندازه بدن تا ۵۰ سانتیمتر می‌رسد.

## مشخصات
بدن پهن، زیر چانه‌ای دارای دو عدد سوراخ با یک حفره میانی، باله پشتی دارای ۱۲ شعاع سخت و ۱۴ شعاع نرم، باله مخرجی دارای شعاع سخت و ۷ شعاع (دومین شعاع سخت باله مخرجی طویل تر از سومین شعاع سخت) و باله شکمی دارای یک شعاع سخت و ۵ شعاع نرم می‌باشد. بدن پوشیده از فلسهای شانه‌ای بجز سر و پوزه، خط جانبی دارای ۴۷ تا ۵۰ عدد فلس است. رنگ بدن در پشت طلایی برنزی مایل به سبز، پهلوها و شکم نقره‌ای رنگ و باله پشتی دارای لبه تیره است.

## زیست‌شناسی
در آبهای ساحلی زیست کرده و از سخت پوستان و ماهیان کوچک تغذیه می‌نماید. این گونه بهمراه شوریده ماهیان و میگوهای بزرگ تا عمق ۳۰ متری دیده می‌شوند.
نامهای مورد استفاده در جنوب ایران:

## وسایل صید
```
ترال کف، قلاب دستی، رشته قلاب طویل کف، تورگوشگیر و گرگور.
```